# Xufeng (köpinghuvudort i Kina, Jiangsu Sheng, lat 34,45, long 119,55)
Xufeng är en köpinghuvudort i Kina. Den ligger i provinsen Jiangsu, i den östra delen av landet, omkring 270 kilometer norr om provinshuvudstaden Nanjing. Antalet invånare är 37 336. Befolkningen består av 18 475 kvinnor och 18 861 män. Barn under 15 år utgör 21,0 %, vuxna 15-64 år 70 %, och äldre över 65 år 8,0 %.
Runt Xufeng är det tätbefolkat, med 636 invånare per kvadratkilometer. Närmaste större samhälle är Tuhe, 13,0 km söder om Xufeng. Trakten runt Xufeng består till största delen av jordbruksmark.
Genomsnittlig årsnederbörd är 1 055 millimeter. Den regnigaste månaden är juli, med i genomsnitt 294 mm nederbörd, och den torraste är januari, med 14 mm nederbörd.